# Catarina af Sandeberg
Lil Catarina af Sandeberg, född Wettergren 30 april 1952, är en svensk jurist.
af Sandeberg, som är juris doktor, var universitetslektor i associations- och värdepappersrätt vid juridiska fakulteten Stockholms universitet 1993–2010 och därefter verksam som skiljeman och som ledamot i styrelser och kommittéer i näringslivet. Hon har publicerat böcker och artiklar i Sverige och utomlands och vidare deltagit i en rad lagstiftningsarbeten på värdepappersmarknaden. Hon har på regeringens uppdrag utrett frågan om lagstiftning avseende könsfördelning i bolagens styrelser, och i juni 2006 till dåvarande justitieministern Thomas Bodström avgivit betänkandet DS 2006:11 Könsfördelningen i bolagsstyrelser. af Sandeberg var ledamot av NasdaqOMX Surveillance Committees för börserna i Stockholm, Helsingfors och Köpenhamn 2003-2008. af Sandeberg har sedan år 2005 uppdraget att i lagkommentaren i publikationen Karnov löpande kommentera bland annat redovisningslagstiftningen med flera författningar. Hon var 2002–2009 ledamot av Revisorsnämnden, och 2007–2009 styrelseledamot i Sveriges Aktiesparares Riksförbund.